# Jeffrey Hornaday
Jeffrey Hornaday, född 3 maj 1956 i Los Angeles i Kalifornien, är en amerikansk koreograf och filmregissör. Han har som koreograf varit delaktig i filmer som Flashdance, Dick Tracy, Captain EO och A Chorus Line. Han har också regisserat de tre Disney Channel-filmerna Geek Charming, Teen Beach Movie och Teen Beach 2.
Hornaday var mellan åren 1977 och 1985 i ett förhållande med skådespelerskan och sångerskan Lesley Ann Warren, som han dessutom bodde ihop med. Han har också dejtat Madonna under en kortare period år 1989, samtidigt som hon låg i en separation från skådespelaren och filmregissören Sean Penn, och höll på att inleda ett förhållande med skådespelaren och filmskaparen Warren Beatty.

## Filmografi (i urval)
- 1982 – Det bästa lilla horhuset i Texas
- 1983 – Flashdance
- 1983 – D.C. Cab
- 1984 – Den vilda jakten på stenen
- 1984 – Streets of Fire
- 1985 – A Chorus Line
- 1986 – Captain EO
- 1989 – Tango & Cash
- 1990 – Dick Tracy
- 1991 – Blondinen som alltid sa ja
- 1991 – Det våras för slummen
- 1991 – Shout
- 1993 – Carlito's Way
- 2011 – Geek Charming
- 2013 – Teen Beach Movie
- 2015 – Teen Beach 2